# Zarzecze (Zamość)
Pour les articles homonymes, voir Zarzecze.
Zarzecze (prononciation [zaˈʐɛt͡ʂɛ]) est un village de la gmina de Zamość, du powiat de Zamość, dans la voïvodie de Lublin, situé dans l'est de la Pologne.
Il se situe à environ 10 kilomètres au sud-ouest de Zamość (siège de la gmina et du powiat) et 79 kilomètres au sud-est de Lublin (capitale de la voïvodie).

## Administration
De 1975 à 1998, le village était attaché administrativement à l'ancienne voïvodie de Zamość.

Depuis 1999, il fait partie de la nouvelle voïvodie de Lublin.